# 北朝鮮への不正輸出事件
北朝鮮への不正輸出事件（きたちょうせんへのふせいゆしゅつじけん）では、日本から北朝鮮に物品が不正に輸出された事件について記述する。

## 概要
日本から海外へ輸出する際には外為法により様々な規制があり、それらは主にリスト規制とキャッチオール規制に分けられる。
リスト規制では大量破壊兵器など軍事転用可能なものがリストアップされており、どの国へでもそれを輸出するには経済産業大臣の許可が必要になる。しかしリスト規制品より機微度の劣るものであっても、使い方によっては大量破壊兵器の開発などに寄与するものもある。そのため、リスト規制品に含まれなくても、そのように使われる恐れのある場合は輸出許可が必要になる。これをキャッチオール規制といい懸念品目リストや外国ユーザーリストなどで規制をかけている。北朝鮮の場合は他にも国連制裁決議（1718号、1874号）に基づく経済制裁などによる輸出規制がある。

## 一覧

### 凍結乾燥機不正輸出事件
凍結乾燥機を無許可で北朝鮮に輸出したとして2006年8月10日北朝鮮籍の男が逮捕された。2002年9月に台湾を経由して凍結乾燥機1台を北朝鮮に不正に輸出した疑い。凍結乾燥機は生物兵器の製造に転用が可能で、キャッチオール規制の対象になっている。逮捕された男は「北朝鮮側から軍事目的で凍結乾燥機が必要という依頼があった」と供述している。

### 高性能工作機械不正輸出事件
広島県福山市に本社のあるホーコスが、韓国の企業に核兵器開発に転用可能とされ、輸出貿易管理令のリスト規制にある工作機械を経済産業相の許可を得ずに無許可輸出したとして強制捜査。
警視庁公安部と広島県警察によれば、ウラン濃縮をするための遠心分離機の部品を作ることもできるとされる、自動車部品製造用の数値制御工作機械「マシニングセンタ」などを性能を低く偽り輸出したもので、中国やタイ王国、フランスなどにも輸出した。なお輸出先の韓国企業から中東もしくは北朝鮮の核開発疑惑国に転売された疑いがあるとされたが、転売は確認されなかった。
なお、刑事裁判では2008年7月に社員ら4人に執行猶予付きの懲役刑、法人として罰金4700万円が確定しており、2008年8月に経済産業省から輸出一部禁止5ヶ月間の行政処分を受けた。

### タンクローリー不正輸出事件
大型タンクローリーを無許可で北朝鮮に輸出したとして2009年5月19日に韓国籍の男が逮捕された。2008年1月28日に韓国を経由して大型タンクローリー2台を北朝鮮に不正に輸出しようとした疑い。大型タンクローリーはミサイルの燃料運搬や移動式発射台などに転用可能で、キャッチオール規制の対象になっている。韓国はキャッチオール規制の対象にならないホワイト国であり、ホワイト国を経由した北朝鮮への不正輸出が摘発されたのは全国初。

### ぜいたく品不正輸出事件
ぜいたく品を無許可で北朝鮮に輸出したとして2009年6月9日に、タンクローリーの不正輸出で5月19日に逮捕された韓国籍の男が再逮捕された。2008年10月から12月にかけて北朝鮮にベンツ4台、ピアノ34台を不正に輸出した疑い。日本では2006年北朝鮮の核実験による国連制裁決議に基づき北朝鮮へのぜいたく品輸出が禁止されている。経済制裁違反による逮捕は全国初。男は5月にもタンクローリーを不正に輸出したとして逮捕されている。

### 壁紙不正輸出事件
北朝鮮に壁紙を不正輸出したとして、2015年1月19日、韓国籍の男が逮捕された。2012年11月30日ごろ、承認を受けずに壁紙約8900キロを中国・大連経由で北朝鮮に輸出した疑い。
北朝鮮では当時、金日成主席の生誕100周年で、平壌市内などで多くの建物が改装されていたため、大量の壁紙の需要があったという。壁紙はロール状に巻かれてコンテナに積まれ、横浜市中区の本牧埠頭から一般の貨物船で輸出されたとみられている。

### 日用品（チョコレート、下着、食器等）不正輸出事件
日用品を不正輸出したとして、2016年2月18日、貿易会社社長で韓国籍の容疑者が逮捕された。同日、関係先として同社のほか、在日本朝鮮人総連合会傘下の経済団体在日朝鮮合営経済交流協会も家宅捜索した。
昨年5月に、朝鮮総連トップの許宗萬議長の次男を松茸の不正輸入の容疑で逮捕し、このとき関係先として家宅捜索した際に、取引文書などが押収され、不正輸出が発覚した。
21年から26年までの約6年間に10数回にわたって、不正な輸出を行っていた形跡を確認しており、常態的に不正な輸出を続けていたとみられている。

### ニット生地不正輸出事件
北朝鮮にニット生地を不正輸出したとして、2016年3月1日、大阪市西区の貿易会社元社員で中国籍の容疑者が逮捕された。
容疑者は貿易会社で勤務していた11年頃、許可を得ずに、大阪南港からコンテナ1箱分のニット生地を中国・大連経由で北朝鮮へ輸出した疑い。唐容疑者は北朝鮮への輸出が全面禁止された2009年6月以降、複数回輸出していたとみられている。

### 食品不正輸出事件
北朝鮮に食品を不正輸出したとして、2017年12月14日、東京都港区の環境設備関連会社社長の男ら3人が逮捕された。同日、関係先として同社の他、朝鮮商工会館にある在日本朝鮮人総連合会の関係団体も家宅捜索した。
2014年6月30日、シンガポールの企業経由で北朝鮮に向け食品など約1500箱を横浜港から輸出した疑い。輸出品目にはインスタント食品や菓子類などの食品のほか、シャンプー、せっけんなどの日用品もあった。

### 日用品・調味料・ウイスキー不正輸出事件
北朝鮮にシャンプーなどの日用品や調味料、ウイスキーなどを不正輸出したとして、2018年1月17日、貿易会社経営で中国籍の男と別の会社の役員の男が書類送検された。
2人の容疑者は共謀し、2014年12月～16年1月の間、横浜港から中国・大連の会社に輸出するよう装って、シャンプーやガスコンロ、とんかつソースやケチャップなどの調味料や日用品、ウイスキーなどの酒など輸出申告額計約2400万円分を船で不正に輸出した疑い。2人は「中国の貿易会社が北朝鮮の顧客から発注を受け、その貿易会社から注文を受けた」などと容疑を認めているという。

### 衣料品不正輸出事件
北朝鮮に下着などの衣料品を不正輸出したとして、2024年9月6日、大阪府警は札幌市の無職の男を書類送検した。
男は北朝鮮で貿易関連事業を営む知人から頼まれ、中国・吉林省の関係者経由で国際スピード郵便で衣料品を届けていた。容疑を認めており、2017年ごろから40から50回、同様の手口で不正輸出を繰り返したと話しているという。
男が衣料品を仕入れるための費用は、北朝鮮が違法に獲得した外貨が充てられたとみられる。北朝鮮のIT労働者が大阪府内のモンゴル人女性になりすまし、この女性名義の口座を使用していたことが判明。口座には海外企業から請け負ったソフトウエア開発業務で得た資金が振り込まれており、このうち一部が男の口座に送金されているのが確認された。